# أرتور جورجي (لاعب كرة قدم مواليد 1972)
أرتور جورجي (1 يناير 1972 ببراغا في البرتغال - ) هو مدرب كرة قدم ولاعب كرة قدم برتغالي في مركز الدفاع. لعب مع سبورتينغ براغا ونادي بينفايل ونادي تيرسينس ‏.

## روابط خارجية
- أرتور خورخي على موقع قاعدة بيانات كرة القدم.إي يو (الإنجليزية)
- أرتور خورخي على موقع Soccerway.com (الإنجليزية)
- أرتور خورخي على موقع عالم كرة القدم.نت (الإنجليزية)